# Командир (фільм)
Командир (нім. Der Commander) — італо-німецький бойовик 1988 року.

## Сюжет
Майора Колбі наймають, щоб той зібрав загін бійців і напав на укріплену садибу впливового наркоторговця в джунглях Камбоджі. Там Колбі повинен знищити всі запаси наркотиків і знайти диск з цінною інформацією.

## У ролях
| Актор            | Роль                |
| ---------------- | ------------------- |
| Льюїс Коллінз    | майор Колбі         |
| Лі Ван Кліф      | полковник Маззаріні |
| Дональд Плезенс  | Генрі Карлсон       |
| Манфред Леманн   | Мейсон / Гіккок     |
| Бретт Гелсі      | Макферсон           |
| Чат Сілайан      | Лінг                |
| Ганс Лютенеггер  | Гутьєррес           |
| Крістіан Брюкнер | Френк Вільямс       |
| Франк Глаубрехт  | Леннокс             |
| Томас Даннеберг  | Густафсон           |